# Figueira de Lorvão
Figueira de Lorvão es una freguesia portuguesa del concelho de Penacova, con 28,32 km² de superficie y 2.840 habitantes (2001). Su densidad de población es de 100,3 hab/km².